# María Clara Girbau Ronda
María Clara Girbau Ronda (España, 19 de junio de 1968) es una diplomática española. Es la embajadora de España en Guatemala y Belice (desde 2024).

## Carrera diplomática
Nacido en 1968. Tras licenciarse en Derecho en la Universidad Complutense de Madrid, ingresó en la Escuela Diplomática (1997).
Ha estado destinada en las Embajadas de España en Kinsasa, Nuakchot, Luxemburgo, y la Representación Permanente de España ante la OTAN en Bruselas, donde también trabajó en el Servicio Europeo de Acción Exterior. Ha sido embajadora en misión especial para el Fomento de las Políticas de Igualdad de Género (2018-2020).
En el Ministerio de Asuntos Exteriores ha trabajado en el gabinete del secretario de Estado de Cooperación Internacional y para Iberoamérica; posteriormente ocupó diversos puestos en el ámbito de las relaciones con África del Norte y África subsahariana, y ha sido consejera coordinadora en la Representación Permanente de España ante la Unión Europea a cargo de los grupos de trabajo de relaciones con África (COAFR) y ACP (África, Caribe y Pacífico).
Es la embajadora de España en Guatemala y Belice (desde 2024).